# L'Épave (Gérôme)
Pour les articles homonymes, voir L'Épave.
L'Épave est un tableau du peintre français Jean-Léon Gérôme. C’est une peinture à l'huile sur toile de 70,4 × 106,3 cm réalisée avant 1901, et représentant un bateau au milieu de la mer. En 2024, elle est découverte dans le stock d’un antiquaire de Paris et expertisée par le cabinet Turquin avant d'être vendue le 31 mai par Daguerre à l’Hôtel Drouot pour 420 000€,,.
Dans le coin inférieur gauche se trouve un canot de sauvetage avec un petit mât portant un bout de tissu blanc. Le canot est rempli de corps. La position et la couleur des corps ne laissent aucun doute sur les événements. Il y a eu un naufrage dont on ne voit plus de trace et qui n’a pas laissé de survivant. La mer est calme et le ciel est clair, ce qui crée un effet de décalage avec le sujet.
La toile est signée en bas à gauche : J.L.GEROME. 
Il existe un écho de cette toile, jusque là inconnue, dans la rubrique « La vie artistique » du Figaro du 4 février 1901, sous la plume du critique d’art Arsène Alexandre. 
Le tableau enflamme les réseaux sociaux, renvoyant au drame des migrants en Méditerranée. Signe de cet attrait, sur Drouot Digital, il y a 1 000 inscrits le matin de la vente pour participer aux enchères, un nombre beaucoup plus élevé que la moyenne. 

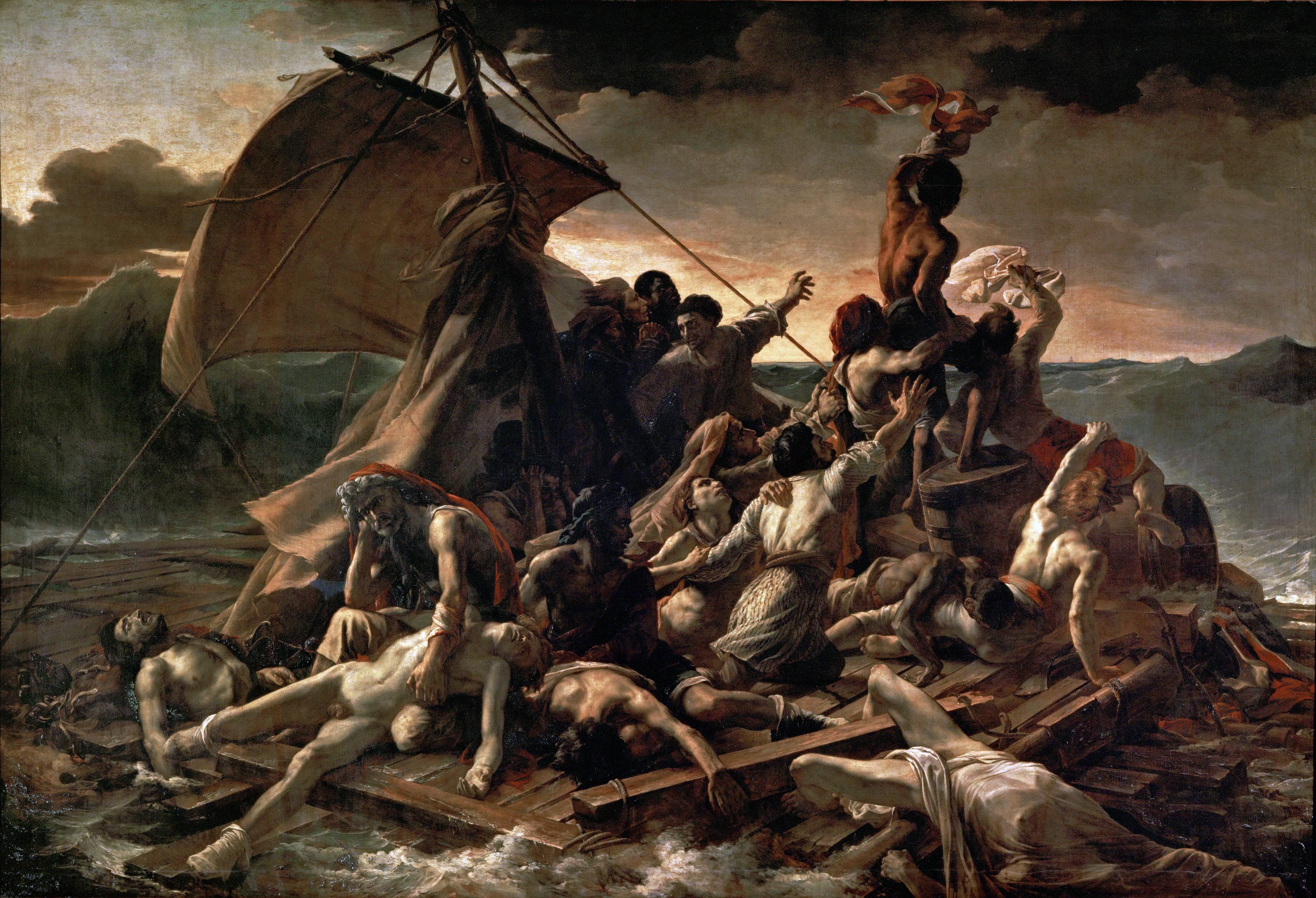
Le Radeau de La Méduse.
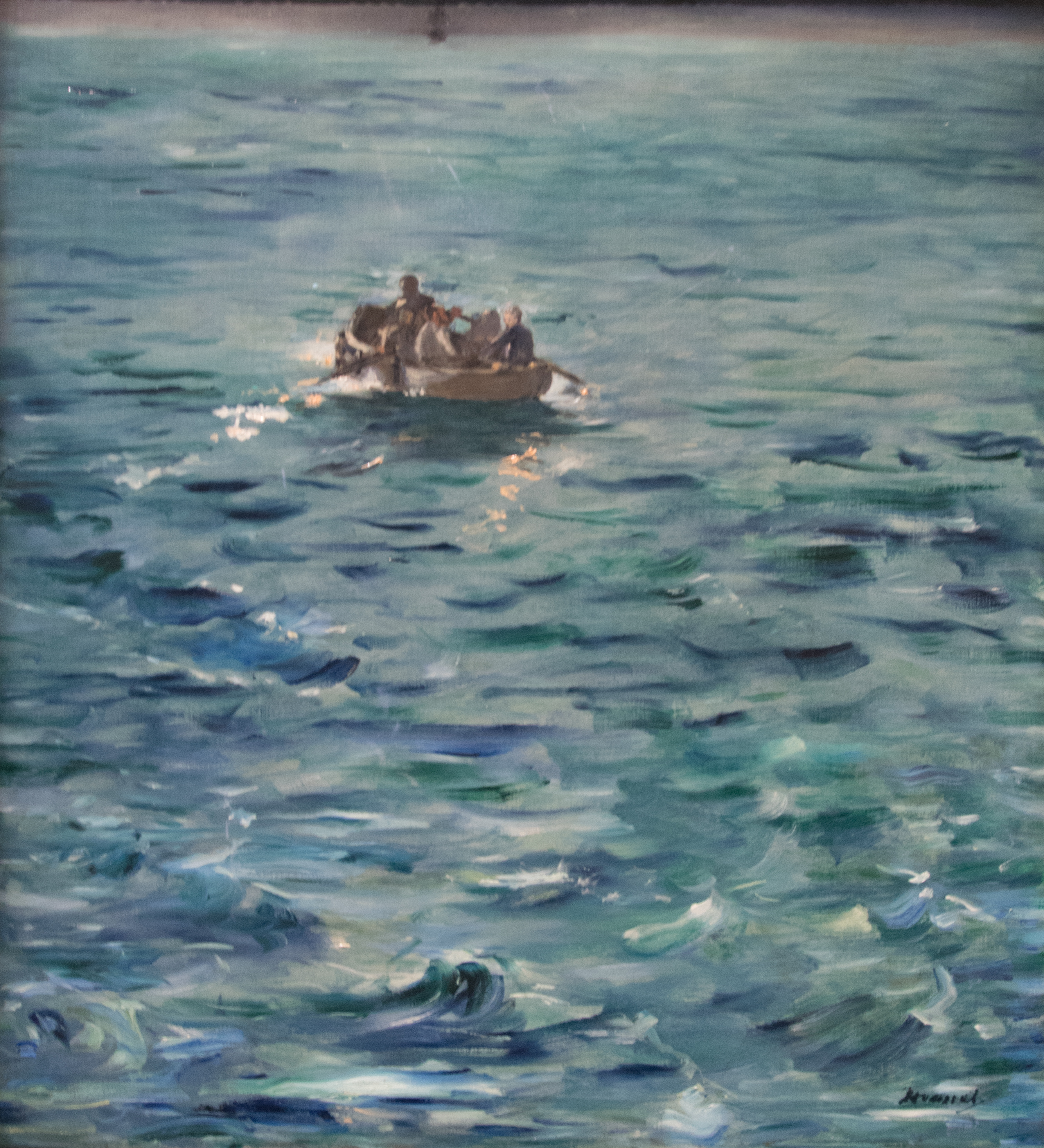
L'Évasion de Rochefort d'Édouard Manet.
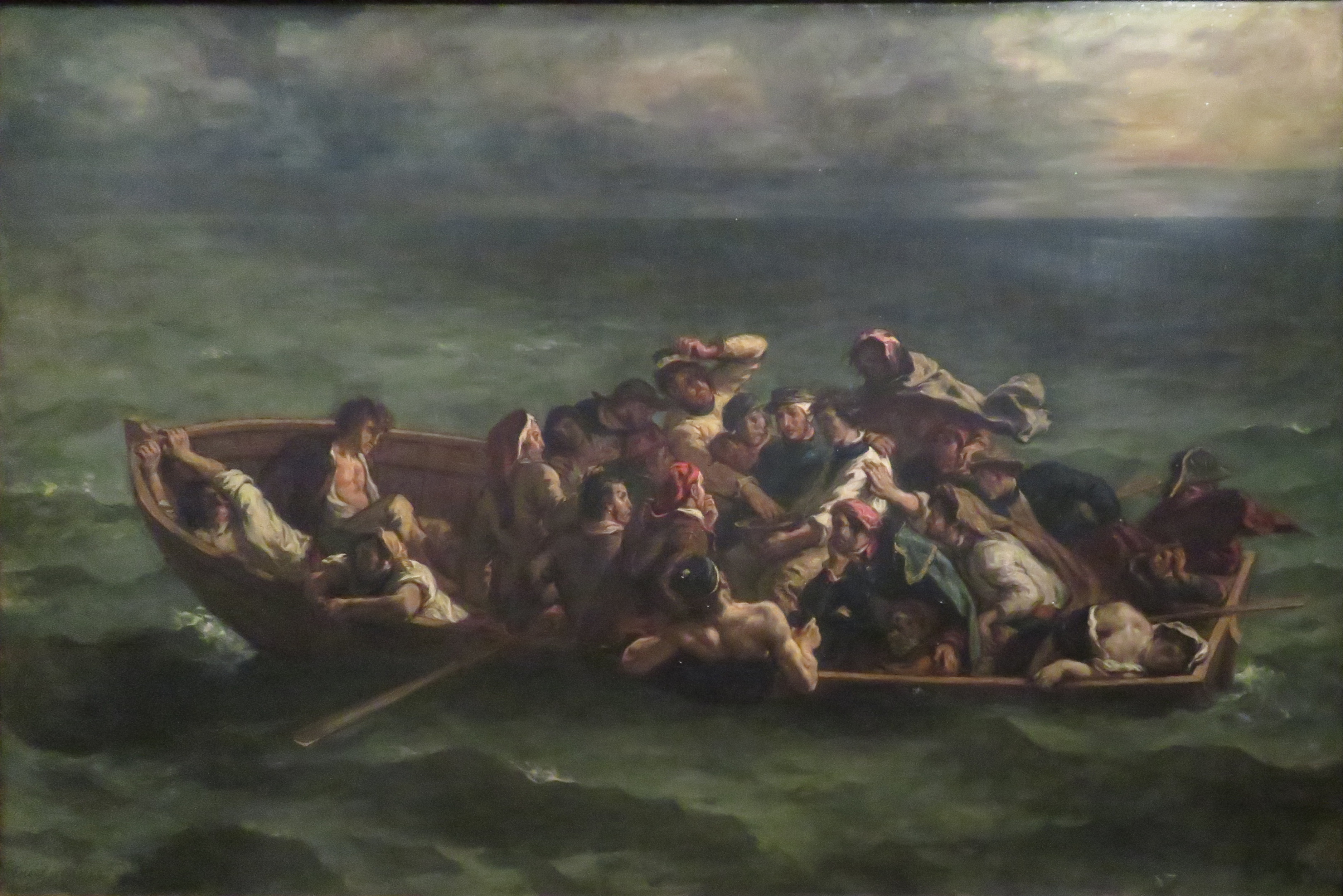
Le naufrage de Don Juan par Delacroix.